# Vasile Pușcașu
Vasile Pușcașu (n. 2 mai 1956, Bârsănești, România) este un fost luptător român, laureat cu aur la Seul 1988 și cu bronz la Los Angeles 1984.

## Carieră
Sportivul a fost legimitat la CSM Onești și CSA Steaua. A participat la Jocurile Olimpice din 1980 (locul 6), 1984 (bronz) și 1988 (aur). Este singurul român care a câștigat aurul olimpic la lupte libere. A obținut și trei medalii la Campionate Mondiale, două de bronz (1977 și 1979) și în 1987 a devenit vicecampion mondial. La nivel european a câștigat la Campionate din 1978 și 1979, la București, bronzul și la ediția din 1987 a cucerit medalia de argint.
După retragere din activitate el a devenit antrenor și profesor de educație fizică și sport.
Vasile Pușcașu a fost decorat cu Ordinul Meritul Sportiv clasa a III-a (1977), Ordinul național „Pentru Merit” în grad de Cavaler (2000) și Ordinul Meritul Sportiv clasa I (2004).

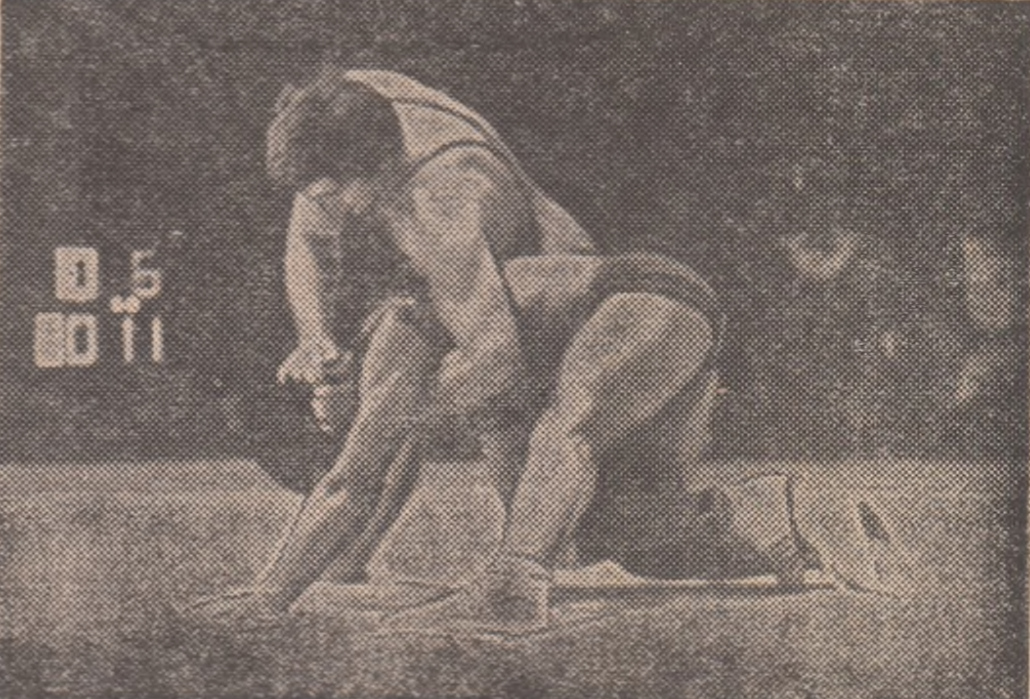
La CE din 1979
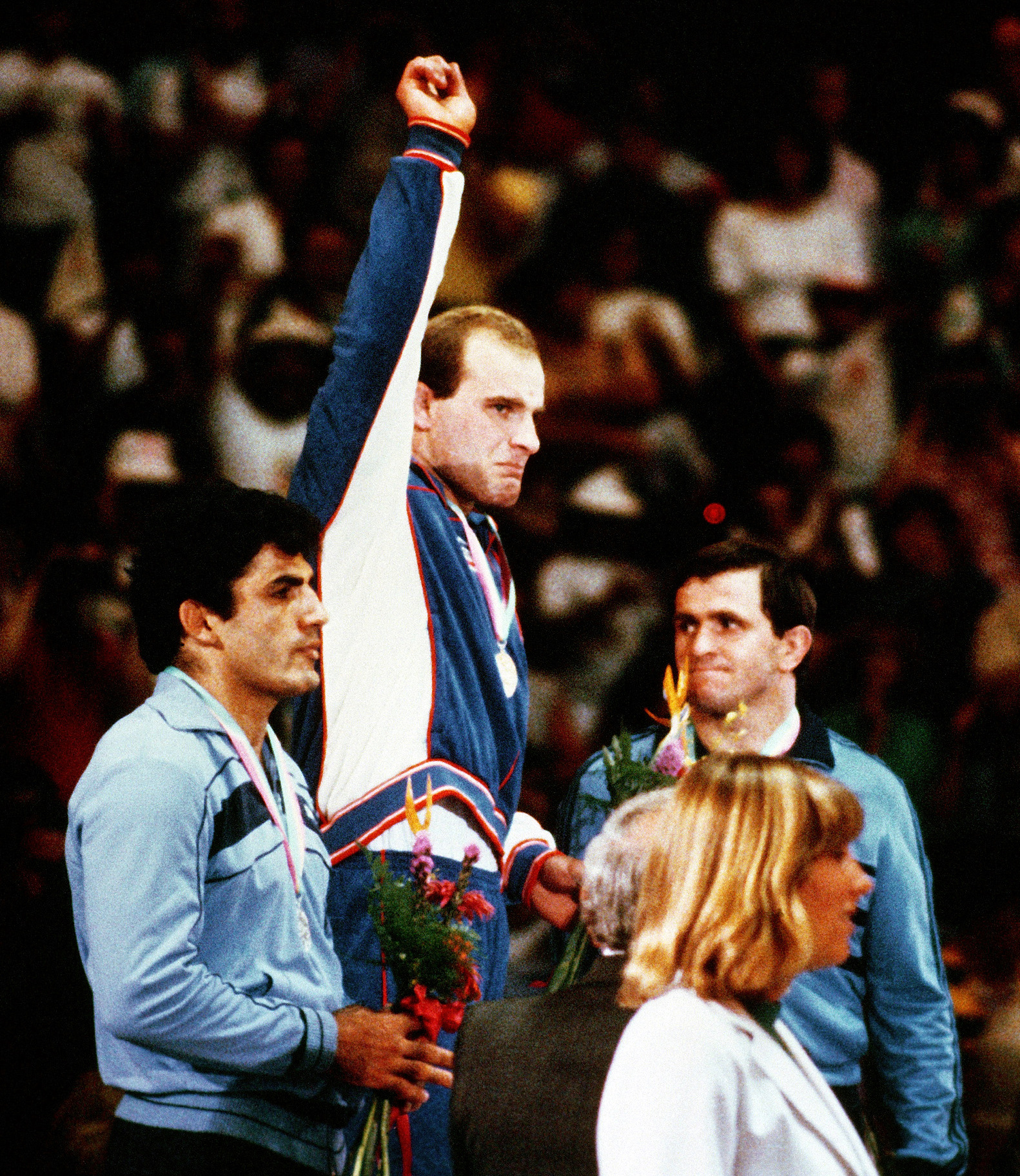
la JO din 1984

## Palmares
| An   | Competiție           | Locație                    | Loc |
| ---- | -------------------- | -------------------------- | --- |
| 1977 | Campionatul European | Bursa, Turcia              | 6   |
| 1977 | Universiada          | Sofia, Bulgaria            | 3   |
| 1977 | Campionatul Mondial  | Lausanne, Elveția          | 3   |
| 1978 | Campionatul European | Sofia, Bulgaria            | 3   |
| 1978 | Campionatul Mondial  | Ciudad de México, Mexic    | 5   |
| 1979 | Campionatul European | București, România         | 3   |
| 1979 | Campionatul Mondial  | San Diego, Statele Unite   | 3   |
| 1980 | Campionatul European | Prievidza, Cehoslovacia    | 5   |
| 1980 | Jocurile Olimpice    | Moscova, Uniunea Sovietică | 6   |
| 1981 | Campionatul European | Łódź, Polonia              | 4   |
| 1981 | Universiada          | București, România         | 4   |
| 1982 | Campionatul European | Varna, Bulgaria            | 5   |
| 1982 | Campionatul Mondial  | Edmonton, Canada           | 12  |
| 1984 | Campionatul European | Leipzig, Germania de Est   | 5   |
| 1984 | Jocurile Olimpice    | Los Angeles, Statele Unite | 3   |
| 1987 | Campionatul European | Veliko Tărnovo, Bulgaria   | 2   |
| 1987 | Campionatul Mondial  | Clermont-Ferrand, Franța   | 2   |
| 1988 | Campionatul European | Manchester, Marea Britanie | 9   |
| 1988 | Jocurile Olimpice    | Seul, Coreea de Sud        | 1   |

## Legături externe
Materiale media legate de Vasile Pușcașu la Wikimedia Commons
- Vasile Pușcașu la Comitetul Olimpic și Sportiv Român (arhivat)
- en Vasile Pușcașu la Olympedia.org
- en  Vasile Pușcașu la IAT Leipzig